# Carl Eduard Rotwitt
Carl Eduard Rotwitt, född 2 mars 1812 i Hillerød, död 8 februari 1860, var en dansk statsman.
Han tog kandidatexamen i juridik 1834 och blev advokat vid Højesteret år 1842, efter att från 1836 ha arbetat som underrättssakförare.
Rotwitt kom in i folketinget 1849 och anslöt sig där till Bondevennernes selskab. Han blev amtman för Frederiksborgs amt 1855 och invald i riksrådet 1856.
Efter att regeringen Hall avgått utsåg kung Fredrik VII honom till konseljpresident (statsminister). Hans regering brukar ses som den första Venstre-regeringen i Danmark, men blev inte långvarig då han dog på posten efter enbart två månader.

## Utmärkelser
- Riddare av Dannebrogorden,  1853[1]
- Dannebrogsmännens hederstecken,  1858[1]

[Redigera Wikidata]